# 线性滤波器
线性滤波器（英語：Linear filter）用于时变输入信号的线性运算。线性滤波器在电子学和数字信号处理中应用非常普遍（参见电子滤波器中的文章），它们也用于机械工程和其它技术领域。
线性滤波器经常用于剔除输入信号中不想要的频率或者从许多频率中选择一个想要的频率。滤波器和滤波器技术类型非常广泛，这篇文章将给出一个总的描述。
不论它们是电子的、电力的还是机械的，也不论它们的频率范围或者时间尺度有多大，线性滤波器的数学理论都是通用的。

## 按照传递函数分类

### 脉冲响应
线性滤波器可以分为两类：无限脉冲响应（IIR）和有限脉冲响应（FIR）滤波器。通常，一个窄频率响应的滤波器有无限脉冲响应，一个窄脉冲响应的滤波器有无限频率响应。直到，人们才能够实现模拟IIR滤波器，但是，如模拟延时线和数字滤波器这样的技术都已经实现了FIR滤波器。

### 频率响应
几种常见的线性滤波器：
- 允许低频率通过的低通滤波器。
- 允许高频率通过的高通滤波器。
- 允许一定范围频率通过的带通滤波器。
- 阻止一定范围频率通过并且允许其它频率通过的带阻滤波器。
- 允许所有频率通过、仅仅改变相位关系的全通滤波器。
- 阻止一个狭窄频率范围通过的特殊带阻滤波器带阻滤波器。
- 有些滤波器不是为了阻止任何频率的通过，而是为了在不同频率稍微调整幅度响应，预加重滤波器、均衡器或者音调控制等等都是这些滤波器的例子。

带阻和带通滤波器都可以通过低通和高通滤波器组合构建出来。一个流行的双极点滤波器是Sallen-Key型，它有低通、带通和高通等多种类型。

## 滤波器设计所用数学工具
所有类型的线性滤波器都可以完全用频率响应和相位响应来描述，它们唯一地定义了脉冲响应，反之亦然。从数学的观点来看，连续时间脉冲冲激响应可以用线性微分方程描述，它们的脉冲响应是方程的格林函数（Green's function）。连续时间滤波器可以用脉冲响应的拉普拉斯变换表示，这种方法根据复平面内拉普拉斯变换极点和零点的样式就可以很容易地分析滤波器的所有特性。对于离散时间信号，也可以类似地分析脉冲响应的Z变换。
在滤波器的计算机合成工具出现之前，类似于波特图和Nyquist图这样的图形工具大量地用作设计工具，即使如今，它们也是理解滤波器行为的无价之宝。
人们开发出了许多不同的模拟滤波器设计方法，每种都尽量优化系统响应的某些特性。对于实用的滤波器来说，一个定制的所要滤波器经常需要在不同的设计原则之间进行折衷，可能要考虑元件个数、成本以及滤波器响应特性等。
经典的无限脉冲响应滤波器的类型有：
- 贝塞耳滤波器（Bessel filter）
- 巴特沃斯滤波器（Butterworth filter）
- 切比雪夫滤波器（Chebyshev filter）
- 椭圆函数滤波器（elliptic filter）

这些描述都是指滤波器的数学特性，也就是频率和相位响应，它们都可以用模拟电路实现，例如，使用有源滤波器Sallen Key滤波器布局。它们也可以用作数字信号处理系统中的算法。
数字滤波器比模拟滤波器的合成更加灵活，模拟滤波器的设计约束限制了它们的应用。很显然，数字滤波器无需考虑元件的公差，也可以实现非常高的Q值。
有限脉冲响应数字滤波器可以用所期望的冲激响应与输入信号直接作卷积实现。
无限脉冲响应数字滤波器也容易设计，然而，无限脉冲响应滤波器有它们自身的数学设计上的问题，尤其是关于动态范围和完善非线性问题。